# Gonzanamá
Gonzanamá è un comune che fa parte della provincia di Loja (Ecuador), situato nella parte surorientale di tale provincia. Si caratterizza per un clima mite ed è conosciuta come capitale agricola e del bestiame di qualità della provincia, inoltre è famosa anche per la produzione artigianale di tessuti in lana.